# Cipocereus minensis
Cipocereus minensis ist eine Pflanzenart aus der Gattung Cipocereus in der Familie der Kakteengewächse (Cactaceae). Das Artepitheton minensis bezieht sich auf das Vorkommen der Art im brasilianischen Bundesstaat Minas Gerais.

## Beschreibung
Cipocereus minensis wächst strauchig mit verzweigten, säulenförmigen, grünen Trieben und erreicht Wuchshöhen von bis 2 Metern. Die Triebe weisen Durchmesser von 2 bis 5 Zentimetern auf. Es sind 10 bis 16 gerundete Rippen vorhanden. Die runden Areolen sind mit weißer oder bräunlicher Wolle bedeckt. Aus ihnen entspringen gräulich weiße oder gelbliche Dornen, die mit der Zeit dunkler werden. Die 1 bis 4 auffälligen Mitteldornen, gelegentlich sind es mehr, sind bis 2,5 Zentimeter lang. Die 8 bis 16 Randdornen weisen eine Länge von 1 bis 2 Zentimeter auf.
Die cremefarbenen bis grünlich weißen Blüten sind bis 5 Zentimeter lang und weisen Durchmesser von 3 Zentimeter auf. Die im reifen Zustand kugelförmigen Früchte sind glatt und blau gefärbt.

## Systematik, Verbreitung und Gefährdung
Cipocereus minensis ist als Endemit im brasilianischen Bundesstaat Minas Gerais verbreitet.
Die Erstbeschreibung als Cereus minensis erfolgte 1933 durch Erich Werdermann. Friedrich Ritter stellte die Art 1979 in die Gattung Cipocereus. Weitere nomenklatorische Synonyme sind Pilocereus minensis (Werderm.) Backeb. (1935), Cephalocereus minensis (Werderm.) L.Y.Dawson (1957), Pilosocereus minensis (Werderm.) Byles & G.D.Rowley (1957) und Coleocephalocereus minensis (Werderm.) F.H.Brandt (1981).
Es werden folgende Unterarten unterschieden:
- Cipocereus minensis subsp. minensis
- Cipocereus minensis subsp. leiocarpus N.P.Taylor & Zappi

Die Art wird in der Roten Liste gefährdeter Arten der IUCN als „Least Concern (LC)“, d. h. als nicht gefährdet geführt.

## Nachweise